# Holohalaelurus melanostigma
Holohalaelurus melanostigma är en hajart som först beskrevs av Norman 1939.  Holohalaelurus melanostigma ingår i släktet Holohalaelurus och familjen rödhajar. IUCN kategoriserar arten globalt som otillräckligt studerad. Inga underarter finns listade i Catalogue of Life.